# DEMOS

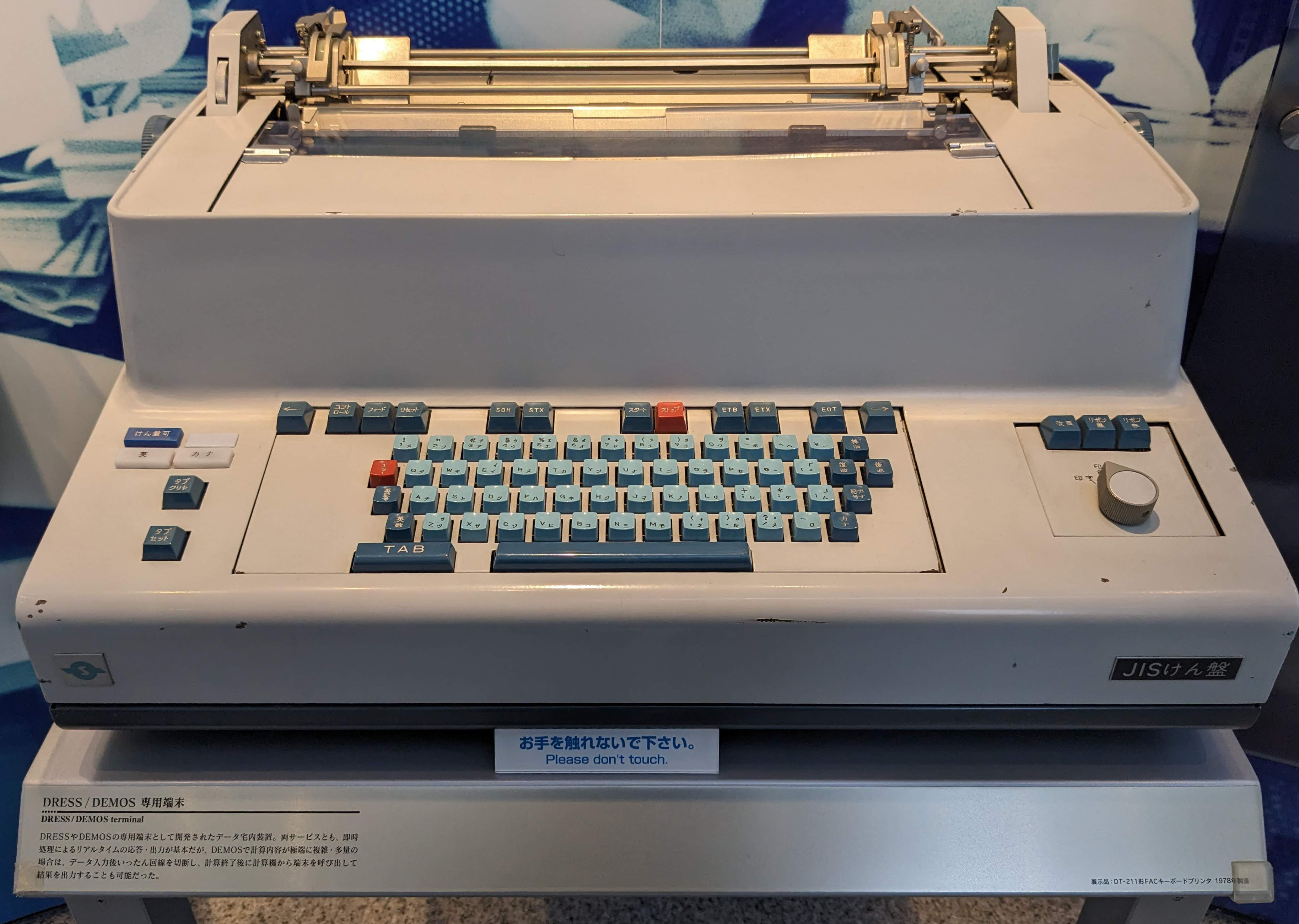
DRESS/DEMOS専用端末（NTT技術史料館収蔵）

DEMOS（デモス、Dendenkosha Multiaccess On-line System）は、かつて日本電信電話公社（以下、電電公社）が提供していた公衆向け商用タイムシェアリングシステム、および、そのサービスである。
1971年3月29日に東京都千代田区大手町に設置された東京第一センターで「科学技術計算サービス DEMOS」として開始された。
1970年9月16日にサービスが開始され、1983年にシステムがDEMOSと統合された「販売在庫管理サービス DRESS」についてもここに記載する。

## 歴史
日本において、1960年代までの通信自由化前の有線電気通信法および公衆電気通信法では、他人使用の制限、相互接続の禁止、共同設置の禁止などの規定から加入電話回線をコンピュータ同士などのデータ通信に使用することができなかった。このため、一部の企業が私設の通信回線を使用するか、電電公社から月額数十万円の専用回線を借りて自社で用意したシステムでデータ通信を行っている状況であった。また当時、ほとんどの中小企業にとって高価なコンピュータを扱うには資金もノウハウも不足していた。電電公社は公共事業として通信回線を民間のデータ通信業務に提供する方法を検討すると共に、公衆に対しては事務計算や科学技術計算サービスを提供することを計画した。
1966年6月10日、電電公社は第3通信サービスとしてデータ通信業務を行っていくことを発表。1967年8月28日に発表した第四次五ヵ年計画にて、3兆5,200億円の建設投資額のうちデータ通信サービス関係に約1,700億円を投資する計画が盛り込まれた。
1967年10月、電電公社にNTTデータの前身であるデータ通信本部が発足。1968年8月にサービスを開始した群馬銀行データ通信システムを皮切りに金融機関などの特注ネットワークシステムの構築を手がけ、試行役務としてデータ通信サービスを開始した。また、一般企業向けの公衆データ通信サービスとして1970年より「電話計算サービス DIALS」「販売在庫管理サービス DRESS」、1971年より「科学技術計算サービス DEMOS」の計3種類を開始した。
1971年5月24日に公衆電気通信法が改正されたことでデータ通信サービスは電電公社の正式な業務になり、翌年にかけて行われた法整備によりコンピュータを電話回線に接続してデータ通信に利用できるようになった（第1次通信回線開放）。1972年4月より電通TSSを始めとする民間企業のタイムシェアリングサービスが登場し、プログラムライブラリの充実度など一部の面でDEMOSと競合することになった。
1974年11月に公表された1973年度決算でデータ通信サービスの収支が初めて明らかになり、243億円の赤字であることが判明した。また、1973年の第1次オイルショック以降、電電公社の収支は3年連続で1,000億円を超える大幅な赤字となっており、1976年に電電公社が電話料金の値上げを申請した際にはデータ通信事業が国会で批判に晒された。その後、データ通信事業の収支は1977年の時点では361億円の赤字であったが、1981年には15億円の黒字に転じた。収支が改善した背景には、DEMOSなどの公衆データ通信サービスによる収益増加というよりは、特注データ通信システムの安すぎた受注金額を適正化したことによる分が大きく、結局の所、この時点の電電公社はまだ一般企業向けの事業より官公庁や金融機関向けの事業に強みがあった。
1980年代に入るとオフィスコンピュータやパーソナルコンピュータなどの小型コンピュータによる処理の分散化が進み、メインフレームを使った集中システムである公衆データ通信サービスは時代遅れになった。電電公社の民営化や第2次通信回線開放、付加価値通信網 (VAN) が台頭してきた後もNTTデータがDEMOSとDRESSの運営を引き継ぎ、1990年より同社の法人向けVAN「TWIN'ET」に接続されるなどの変化を経て存続していたが、1995年にDEMOS、1996年にDRESSのサービスを終了した。

## DEMOSのサービス内容

### DEMOS
科学技術計算サービス「DEMOS」は1971年3月29日に東京第一センター（大手町電電ビル別館）、同年6月に大阪センター（新豊崎電話局）、1972年8月に東京第二センター（巣鴨電話局）と名古屋センター（名古屋データ通信局）が設置されてサービスが開始された。
ユーザーは電電公社指定の端末を宅内に設置して電話回線経由でセンターのメインフレームに接続し、FORTRAN (JIS C 6201 水準7000) のプログラムを作成および実行、プログラムで作成したデータファイルの管理、あらかじめライブラリに用意された建築構造計算などのプログラムにパラメータやデータを入力して結果を得ることができた。また、センターに共同使用届を提出すれば、作成したプログラムにパスワードを設定して他のユーザーと共用することもできた。

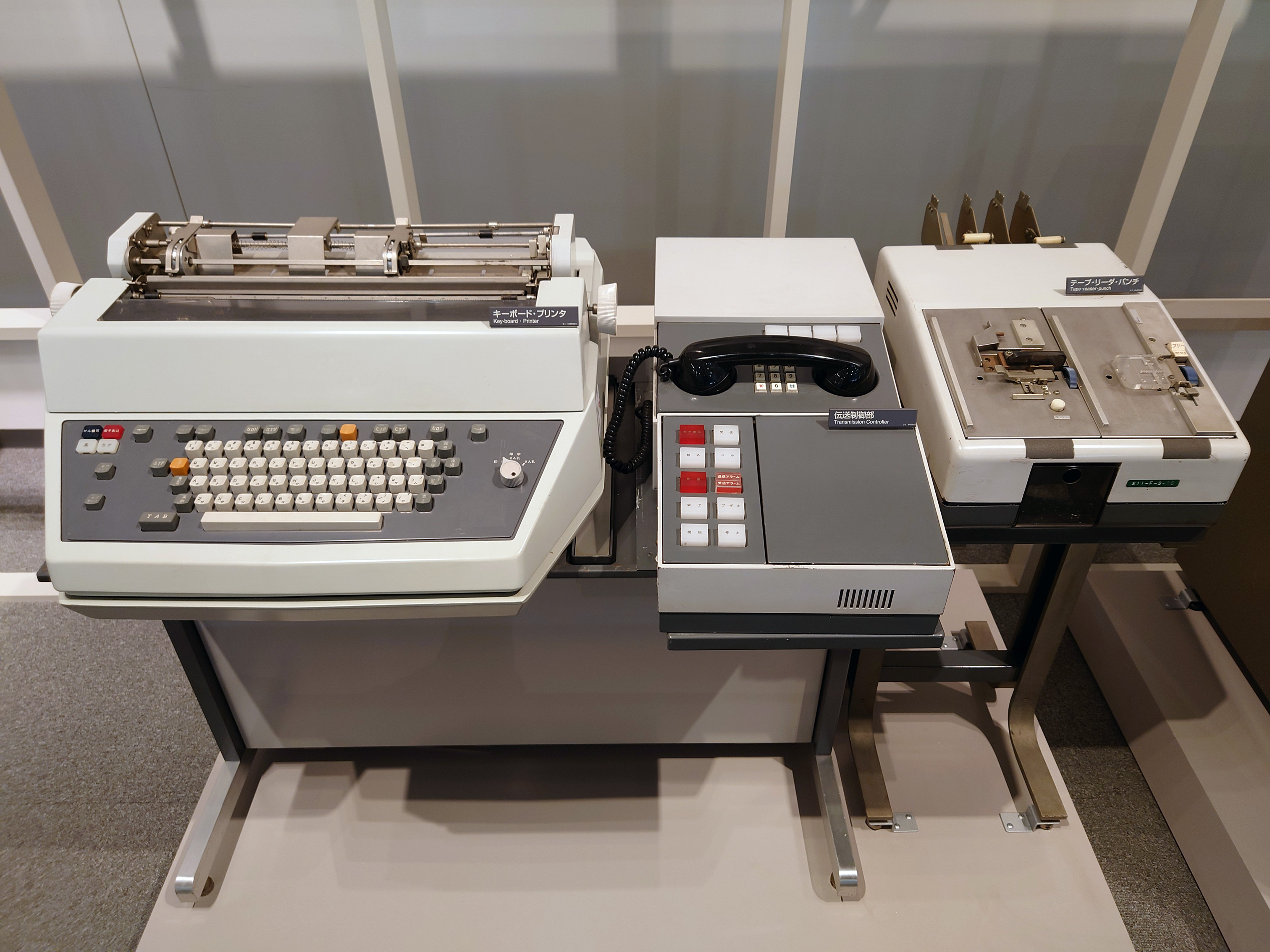
DT-211型データ宅内装置

端末は電電公社が開発した3種類のテレタイプ端末、「100A型データ宅内装置 (DT-121形B)」「200B型データ宅内装置 (DT-221形)」「200C型データ宅内装置 (DT-211形)」が用意された。通信速度は端末の種類によるが、100ボーか200ボー。後述するDEMOS-Eのサービス開始時には通信速度を向上した端末も追加された。
サービスおよびシステムは1967年8月より電電公社で基本検討が始まり、1968年5月より日本電気を製造担当としてDEMOSとDIALSの2つが内示されて開発が始まった（DRESSは富士通が担当）。センターの中央処理装置はNEAC-シリーズ2200 モデル500を2台構成で接続し、即時処理・一括入出力用と一括処理用として使用していた。前者で障害が発生した時は後者を即時処理系に切り替えて使用でき、主要な周辺装置はすべて二重化もしくは予備系を持たせていた。同時接続回線数は最大70回線。オペレーティングシステムはDEMOS専用のもので、富士通が開発したDRESSのものとは異なっていた。

### DEMOS-E
DEMOS-E (Dendenkosha Multiaccess On-line System-Extended) は、1973年12月に東京第III科学技術計算センタでサービスが開始された。サービス内容はDEMOSと大きく変わらないが、処理性能を3倍に向上したほか、コマンドの拡張、プログラミング言語として新たにCOBOLに対応（後にPL/IやBASICにも対応）したことで科学技術計算だけでなく事務処理も可能になった。
中央処理装置には1968年より電電公社が約250億円を投じて日本のコンピュータメーカー3社（日本電気、富士通、日立製作所）と共同で開発したDIPS-1と専用のオペレーティングシステムを使用していた。大阪や名古屋など他のセンタにあったDEMOSも並立期間をおいて順次DEMOS-Eへ置き換えられた。
後年にはサービス名称は変えずにハードウェアがDIPS-11などの後継モデルへ置き換えられた。また、1983年8月には従来別々のシステムとして存在したDEMOSとDRESSが同一のシステム及びオペレーティングシステムで運用されるようになった。

### 利用例
ユーザーはまず端末装置に備え付けの押しボタンまたは回転ダイヤルで「010」から始まるセンターの呼び出し番号をダイヤルする。センターに接続されると「ピー」という電子音が聞こえるので、「データ」ボタンを押して受話器を置き、「開始」ボタンを押す。センター側の準備が整うと「けん盤可」のランプが点灯するので、ユーザーはタイプライターで「ON」コマンドを入力すると「コチラ ハ DEMOS ***(センタ番号) センタ デス」から始まるウェルカムメッセージが打ち出される。この後は英語のアルファベットでコマンドを入力してシステムと対話しながら作業を進める。
当初の用途は技術計算や経営科学計算が主だったが、ユーザー自身がプログラムを開発して処理できることを利用して一般会計や見積作成などの事務にも利用された。また、ユーザープログラムの共用を応用した例としては、マイクロプロセッサ（日本電気のμCOMシリーズや東芝のTLCS-12Aなど）のメーカーがソフトウェア開発者にクロスコンパイラなどの開発ツールを提供するサービスがあった。

### 料金体系
サービス開始当初の料金体系は次のようなものであった。
初期費用として端末の種類に応じた債券（110万円から）、設備料（1万円）、取り付け料（実費）が掛かった。また、月額使用料として端末の種類に応じた定額使用料（27,000円から）、センターにデータを保存した時のファイル使用料（10万字まで毎に4,200円）、データ中央装置使用料として保留料（接続中は毎分20円）と処理料（即時処理の場合は毎秒60円、一括処理の場合は16万字までで40円）、市外通話料（センタの設置市外からアクセスする場合）が掛かった。

## DRESSのサービス内容
販売在庫管理サービス「DRESS (Dendenkosha Real-time Sales-management System)」は1970年9月16日に東京第一センター（霞ヶ関電話局）が設置され、サービスが開始された。
システム構成はDEMOSと類似しており、ユーザーが電電公社指定の端末を宅内に設置してセンターのメインフレームに接続する点も同じである。ただし、センターの中央処理装置は富士通が開発したFACOM 230-60ベースのコンピュータおよびオペレーティングシステムが使用されている。
DRESSのサービスは販売業務の在庫管理や売上集計に特化したプログラムおよび料金体系になっている。伝票作成や在庫確認は即時処理で行い、売上日報などの集計は一括処理で行われる。使用料は定額部分についてはDEMOSと同様だが、従量料金がプログラムの使用回数や処理レコード数を単位としている点で異なる。ユーザーの事情に合わせて、実費でプログラムを特注することも可能。
DEMOSとDRESSはセンターが別々に設置されていたが、1983年8月にシステムの更新と同時に統合された。

## 評価
DEMOSのサービス開始直後、情報工学者の安田寿明（当時、東京電機大学助教授）は「科学技術計算、統計計算に関しては、ひととおりのライブラリイがそろっているので、ちょっとした特殊関数計算、多変量解析などには、きわめて重宝であり、デスク・サイド・コンピュータとしての本領を申し分なく発揮してくれている。」と高評価を付けた。一方で、支給された端末のモーター駆動音が地下鉄車内並みにうるさいこと、自分でプログラミングするより電電公社が用意したプログラムを利用した方が安上がりであること、設定間違いで計算処理中にタイムアウトになり料金を無駄に取られたことを批判した。
別の意見では、DRESSは中小企業の業務合理化に貢献する公共事業として評価された一方、DEMOSは営利事業として成立することから運営は民間企業に任せるべきと指摘された。
DEMOS、DRESSともにユーザー数は年々少しずつ伸びていたものの、伸び率は電電公社が1972年に立てた第五次五ヵ年計画の半分程度であった。理由としては、より安価で強力な民間のタイムシェアリングサービスとの競合や、オフィスコンピュータが中小企業に導入され始めたことが挙がった。

## 利用状況の推移
1983年にDEMOSとDRESSが統合されるまでの統計。総務省発行の通信白書（昭和53年版、昭和58年版）より。
| 年度末 | DEMOS    | DEMOS  | DRESS    | DRESS  |
|        | ユーザ数 | 端末数 | ユーザ数 | 端末数 |
| ------ | -------- | ------ | -------- | ------ |
| 1975   | 752      | 888    | 771      | 2,680  |
| 1976   | 921      | 1,102  | 972      | 3,190  |
| 1977   | 1,061    | 1,305  | 1,147    | 3,475  |
| 1978   | 1,234    | 1,486  | 1,279    | 3,758  |
| 1979   | 1,460    | 1,717  | 1,400    | 4,164  |
| 1980   | 1,794    | 2,107  | 1,458    | 5,679  |
| 1981   | 2,229    | 2,677  | 1,422    | 6,008  |
| 1982   | 2,504    | 3,544  | 1,280    | 5,929  |

1983年にDEMOSとDRESSが統合されて以降の統計。総務省発行の通信白書（平成元年版）より。
| 年度末       | ユーザ数 | 端末数 |
| ------------ | -------- | ------ |
| 1983         | 4,048    | 10,416 |
| 1984         | 4,587    | 13,255 |
| 1985         | 4,977    | 15,369 |
| 1986         | 4,974    | 20,554 |
| 1987         | 5,088    | 25,748 |
| 1988 (6月末) | 4,600    | 34,060 |